# Huis Zuylenstein
Huis Zuylenstein (Zuylestein of Zuilenstein) was een erkende ridderhofstad in Leersum, gemeente Utrechtse Heuvelrug (provincie Utrecht). Landgoed Zuylestein, waarop in 1980 een nieuw landhuis werd gebouwd, beslaat 120 hectare. Het wordt sinds 2024 beheerd door de stichting Twickel.

## Geschiedenis
Het huis wordt reeds vermeld in een leenregister van de Bisschop van Utrecht aan het einde van de 14e eeuw. Een van de eerst bekende vermeldingen dateert uit 1465 toen Johan van Zuylen van Natewisch ermee beleend werd. De naam was toen Sulensteyne. Bij het opruimen van het puin na het bombardement van 1945 zijn stenen teruggevonden uit die tijd.

### Ridderhofstad
In 1536 werd het huis als ridderhofstad Zuylestein erkend. Vanaf 1549 was Eernst van Nijenrode, burgemeester van Utrecht, de eigenaar van de ridderhofstad. Zijn dochter Geertruid erfde in 1558 Zuylestein. Zij was getrouwd met Godert van Reede van Saesfeld (1516-1585), die al eigenaar van Amerongen was. Godert en Geertruid kregen 5 kinderen. Godert wijst zijn dochter Aleida van Reede vrouwe van Zuylestein aan als erfgename van Zuylestein met als voorwaarde dat wanneer zij kinderloos blijft, het bezit aan haar broer Frederik zal toebehoren. Wanneer Frederik van Reede in 1611 overlijdt draagt zij Zuylestein over aan haar neef Johan van Renesse. De kinderen van Frederik van Reede vechten deze verkoop echter aan.
In 1611 verkreeg Johan van Renesse het goed, en in 1630 werd Frederik Hendrik van Oranje voor 35.000 gulden de nieuwe eigenaar. Kosten noch moeite werd bespaard om de ridderhofstad Zuylestein een voornaam uiterlijk te geven. Diverse tuinontwerpen dateren uit die tijd. Het grondgebied werd uitgebreid. Vanaf 1632 behoorde ook Leersum tot het grondgebied.

### Kasteel
Door deze aankoop werd het in 1640 mogelijk zijn bastaardzoon Frederik lid te maken van de Utrechtse Ridderschap. Hij liet het huis verbouwen en verhoogde de toren boven de ingang. Aan de zuidkant werd een voorburcht aangelegd, en aan de oostkant kwam een poortgebouw met stallen. Het werd steeds meer een kasteel, hoewel het geen verdedigingsfunctie had. Zijn bastaardzoon werd voortaan Frederik van Nassau-Zuylenstein genoemd. Na het overlijden van diverse familieleden, werd hij benoemd tot voogd van zijn neefje, de latere stadhouder-koning Willem III. In het rampjaar 1672 werd Zuylestein gespaard voor plundering door de Franse troepen. Maar slotheer Frederik zelf sneuvelde in de Slag bij Kruipin.
Uit zijn huwelijk met Mary Killigrew werd Willem Hendrik van Nassau-Zuylestein geboren. Als dank voor bewezen diensten tijdens de Glorious Revolution, werd deze bloedverwant van Willem III ingelijfd bij de Engelse adel. In 1695 verleende Willem hem  de titels Graaf van Rochester, burggraaf Tunbridge en baron Enfield. Hij werd genaturaliseerd en vanaf dat moment begon de familie te "verengelsen". Willem Hendrik en zijn ouders Frederik en Mary liggen echter nog begraven in de Michiaelskerk in Leersum. De anderen kwam bij hoogtijmomenten, zoals huwelijksbevestigingen, nog wel op Zuylenstein, maar de nadruk lag nu op de besognes in het Verenigd Koninkrijk.  
Na Willems dood droeg zijn zoon William Nassau de Zuylestein zowel de Nederlandse als Britse titels. Gevolgd door Frederik Nassau de Zuylestein, William Nassau de Zuylestein en als laatste nogmaals een William Nassau de Zuylestein.  
Gedurende de 18de en 19de eeuw werd het kasteel verhuurd, o.a. aan de familie Van Nellestein, de wiskundige Johann Samuel König en aan de schrijver Maarten Maartens. In 1897 erfde de kasteelheer van Kasteel Amerongen, Godard John George Charles graaf van Aldenburg Bentinck, het landgoed. Hij liet het kasteel moderniseren en verfraaien. Zo werd een toegangshek en poortgebouw ontworpen door de Roermondse architect Pierre Cuypers, die ook op Kasteel Amerongen werkzaam was geweest. Vanaf 1901 werd het kasteel Zuylestein weer permanent bewoond door een broer van Graaf Bentinck uit Amerongen, Graaf Charles Bentinck, die er tot aan zijn overlijden in 1934 heeft gewoond. Zijn enige dochter, Marie (Mieschen) Amélie Mechtild Agnès gravin van Aldenburg Bentinck, trouwde in 1922 met de ruim 20 jaar oudere Rodolphe Frédéric baron van Heeckeren van Wassenaer, en werd zo erfgenaam van landgoed en kasteel Twickel.
Daarna werd het nog eenmaal verhuurd. De heer Philip van Alphen, een kunstverzamelaar en directeur van een reclamebureau uit Amsterdam woonde er tot een bombardement in april 1945 het kasteel verwoestte.

### Bombardement
Tijdens de Tweede Wereldoorlog werd het Zuylestein geconfisqueerd door de bezetter. Lange tijd lag Zuylestein ver van het front maar na de landing in Normandië in 1944 schoven de geallieerden langzaam naar het noorden. De Duitse troepen trokken zich steeds meer terug en zo kwam er een afdeling SS in maart 1945 terecht in Amerongen en Leersum. Op 23 maart 1945 wisten lokale verzetsmensen van Groep Kees de Britten te informeren, dat een Duitse generaal met zijn staf zijn intrek had genomen in Zuylestein. Op zondag 25 maart kwamen enkele Britse vliegtuigen vanuit de Zuylesteinse of Leersumse Kop laag aanvliegen en lieten een aantal brandbommen vallen. Ooggetuigen zagen rookpluimen boven de bomen vandaan komen. Na dit eerste bombardement was het oude kasteel nog intact. De volgende dag echter vond een tweede aanval plaats en daarbij werd het kasteel wel geraakt. Bij dat bombardement zouden ook enkele doden zijn gevallen. Het verhaal gaat dat het tweede bombardement eigenlijk bedoeld was voor nabijgelegen kasteel Broekhuizen, waar zich nog wel Duitse legereenheden bevonden. En een ander verhaal is, dat het gaat om een Engelse wraakactie; de eigenaren van Zuylestein waren tenslotte degenen, die de Duitse ex-keizer Wilhelm II op Kasteel Amerongen onderdak hadden geboden in 1918. En tot grote ergernis van de geallieerden toen was deze Duitse keizer nooit uitgeleverd. 

### Herbouw
Na de oorlog is de ruïne van het kasteel nog enige tijd blijven staan. De naoorlogse perikelen, o.a. een bouwstop, waren er de oorzaak van dat de toenmalige ruïne in 1953 is afgebroken. Uiteindelijk zijn de oude stenen verkocht voor herbouw van de oude kerk te Zwammerdam. In 1980 is er door de erfgenamen van de familie Van Aldenburg-Bentinck een landhuis gebouwd. Sindsdien hebben er binnen het ommuurde terrein diverse aanpassingen plaatsgevonden, waarvan de reconstructie van de historische moestuin het meest in het oog springt. Het historische poortgebouw is weer volledig in gebruik.

### Moestuin
Aan de hand van een historische prent uit 1710, getekend door Daniel Stoopendaal wordt de ommuurde moestuin van Zuylestein nauwgezet gereconstrueerd. De tuin is volledig in gebruik als moestuin en is elke vrijdag en in het weekend voor het publiek geopend. De oogst van de moestuin en van het Zuylesteinse land wordt verkocht in de moestuinwinkel.

## Valwind
Op 18 juni 2021 richtte noodweer door valwind zware schade aan in en bij Leersum, waarbij ook het landgoed werd getroffen. Het vernielde sterrenbos, waarvan de aanleg dateert uit de 17e eeuw, werd geheel hersteld met een nieuwe aanplant die in 2025 gereed kwam.

## Afbeeldingen

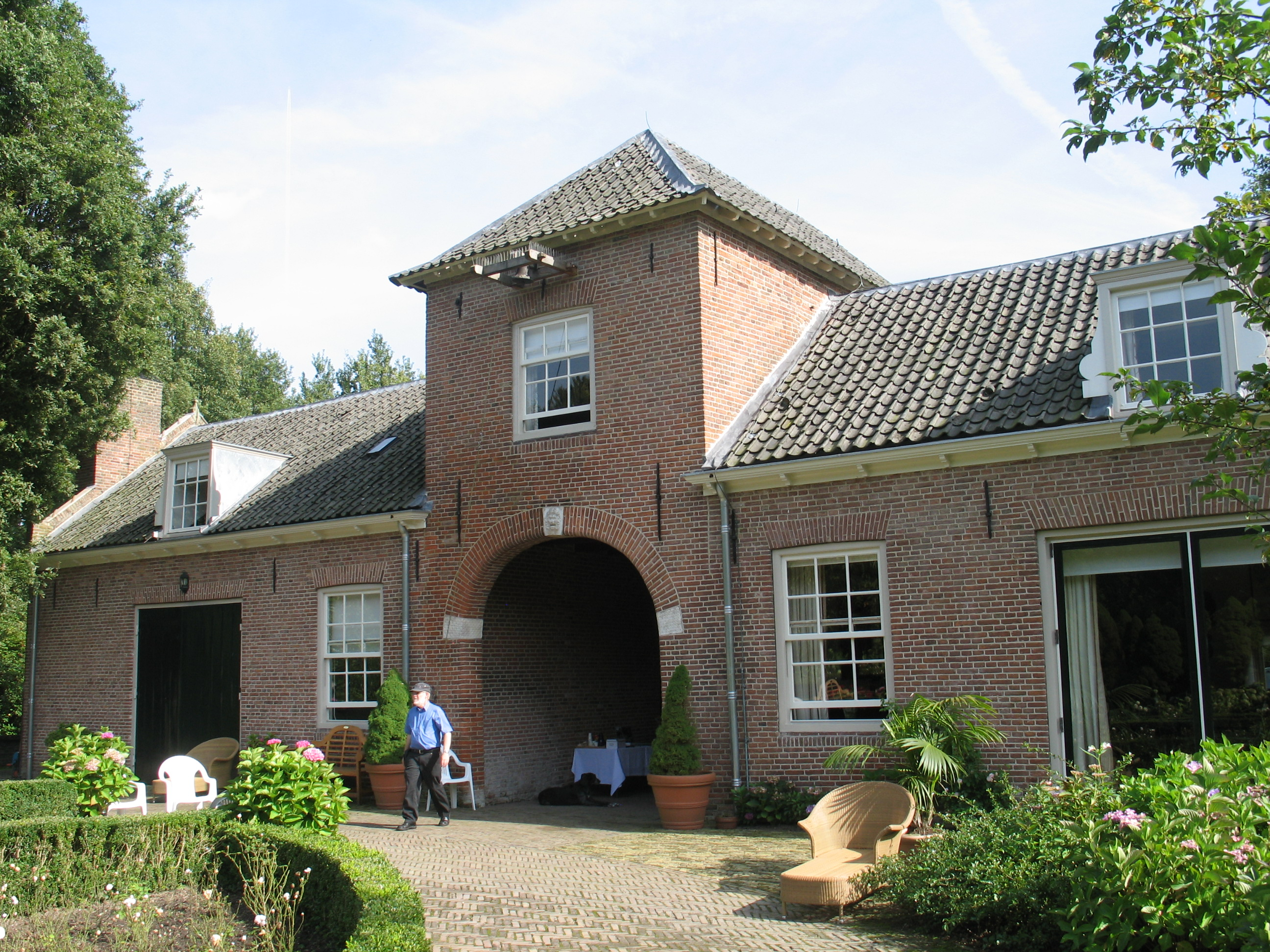
Poortgebouw
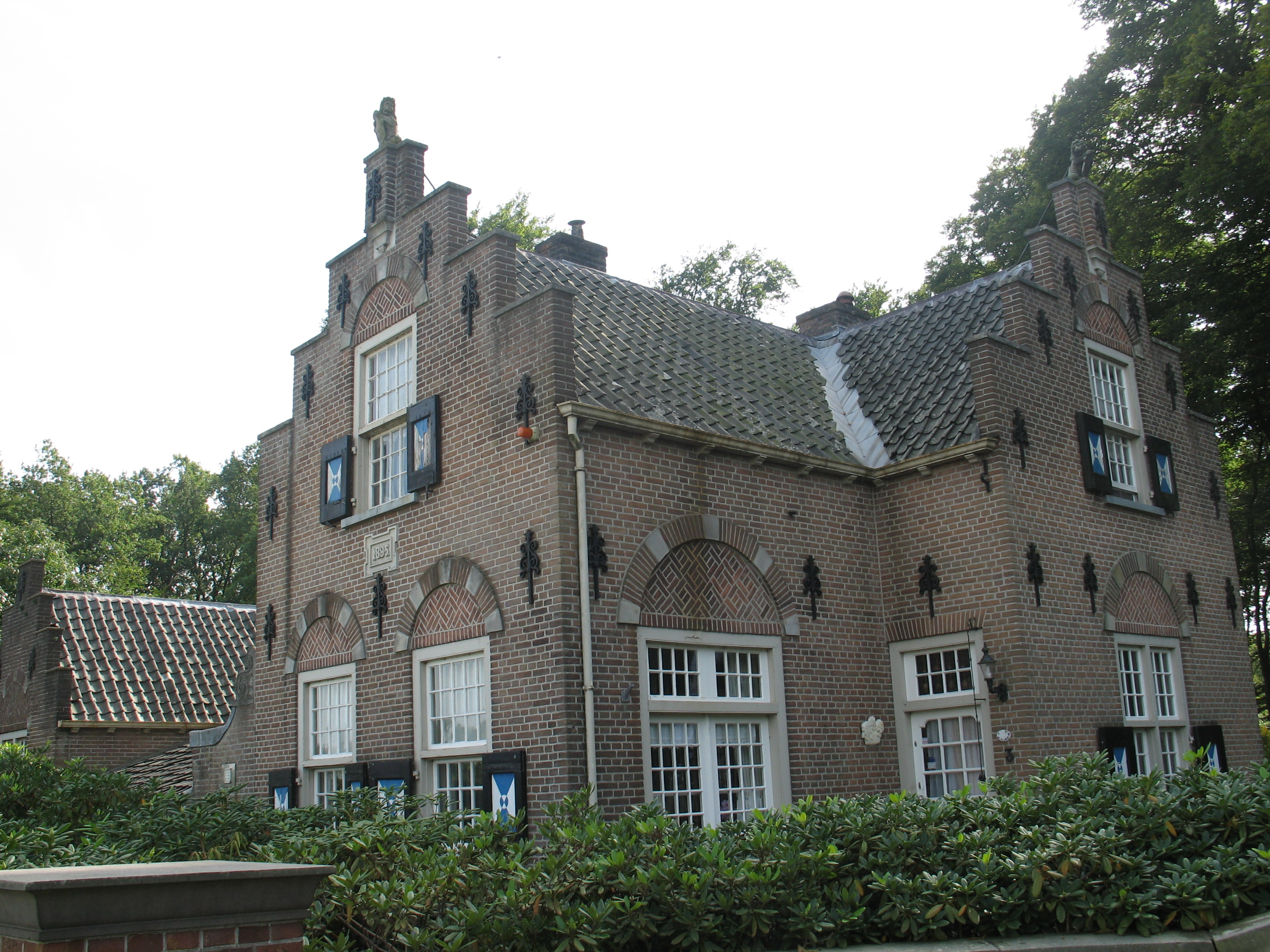
Portierswoning
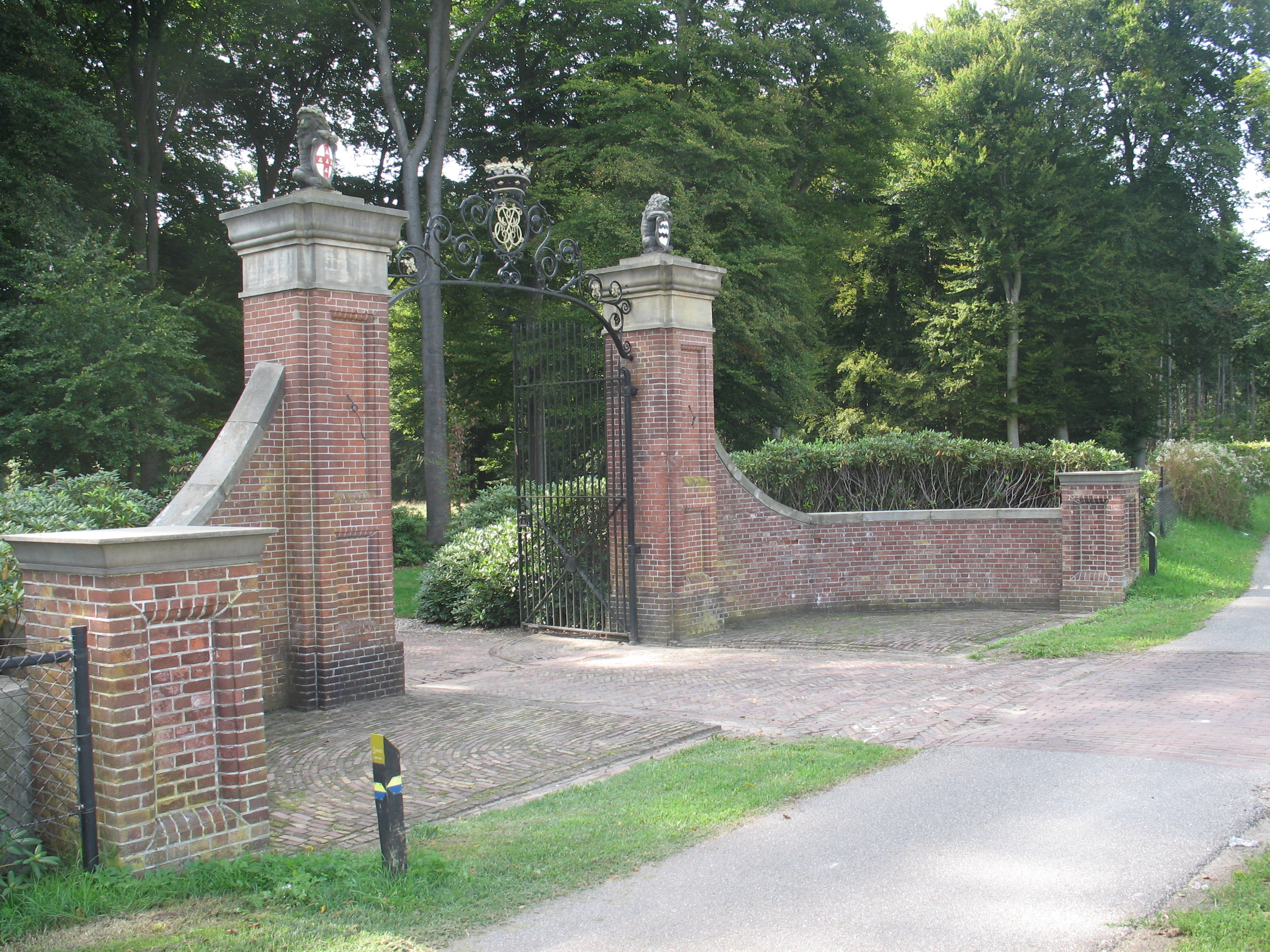
Inrijhek
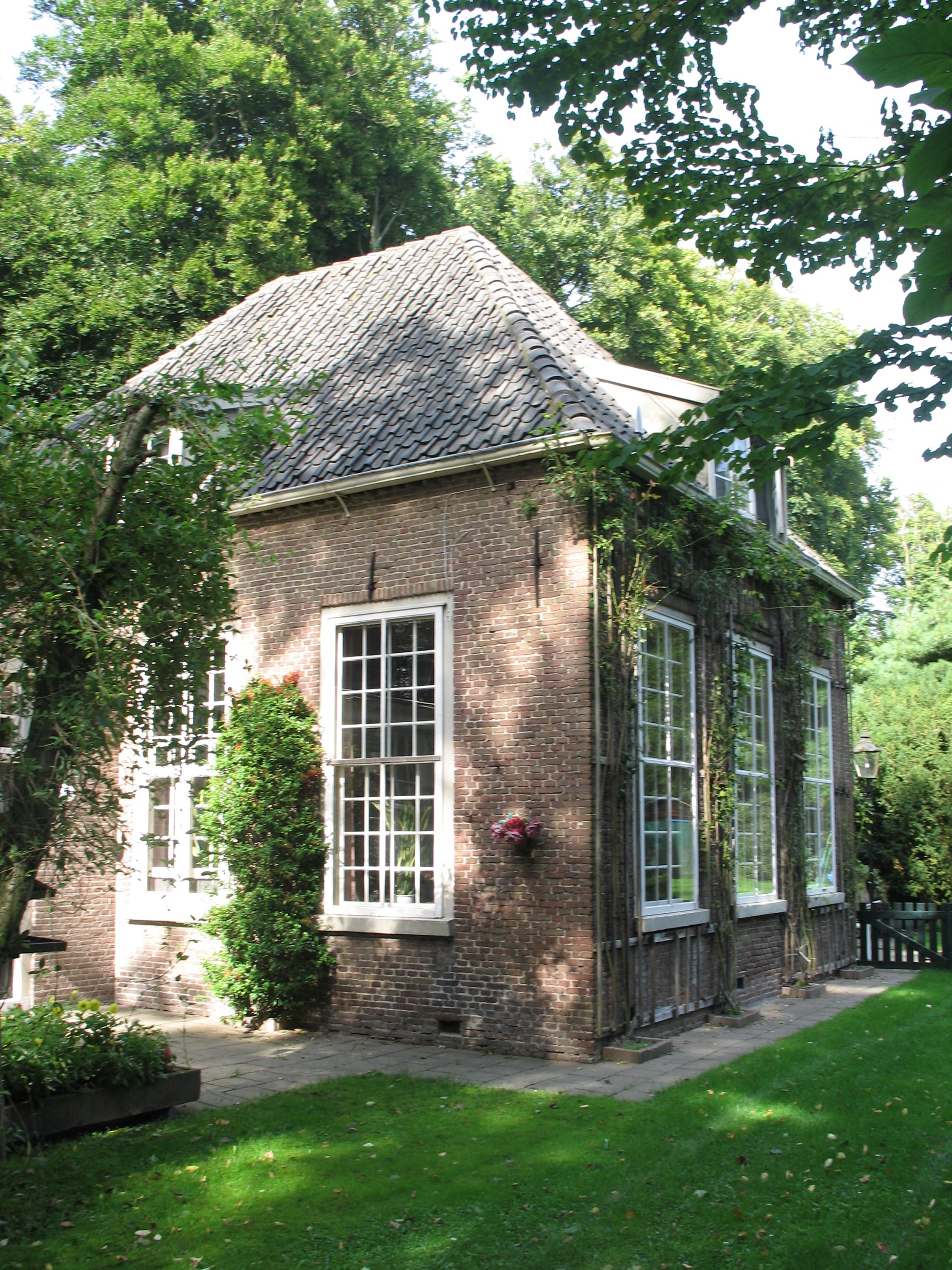
Oranjerie
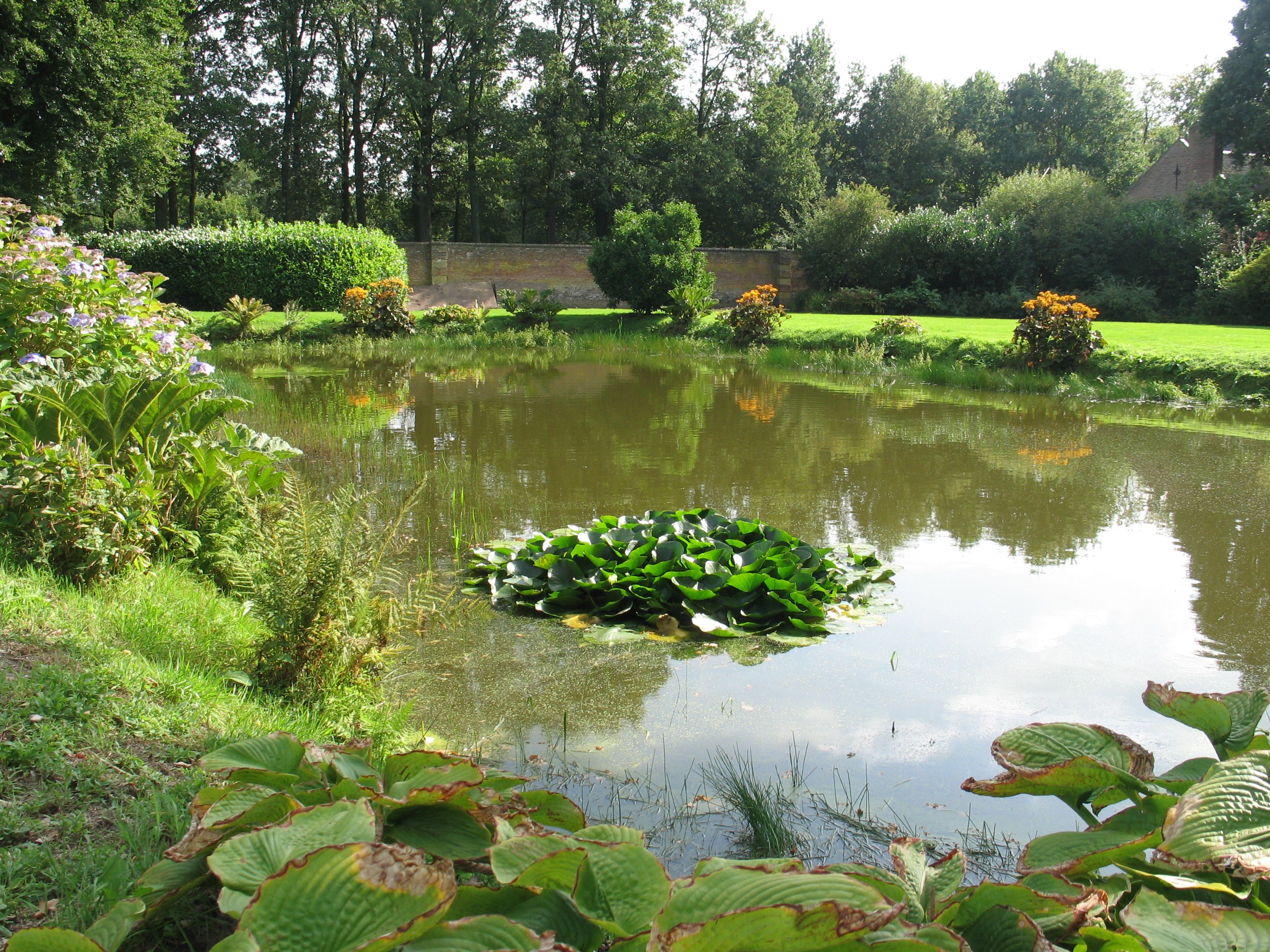
Vijver
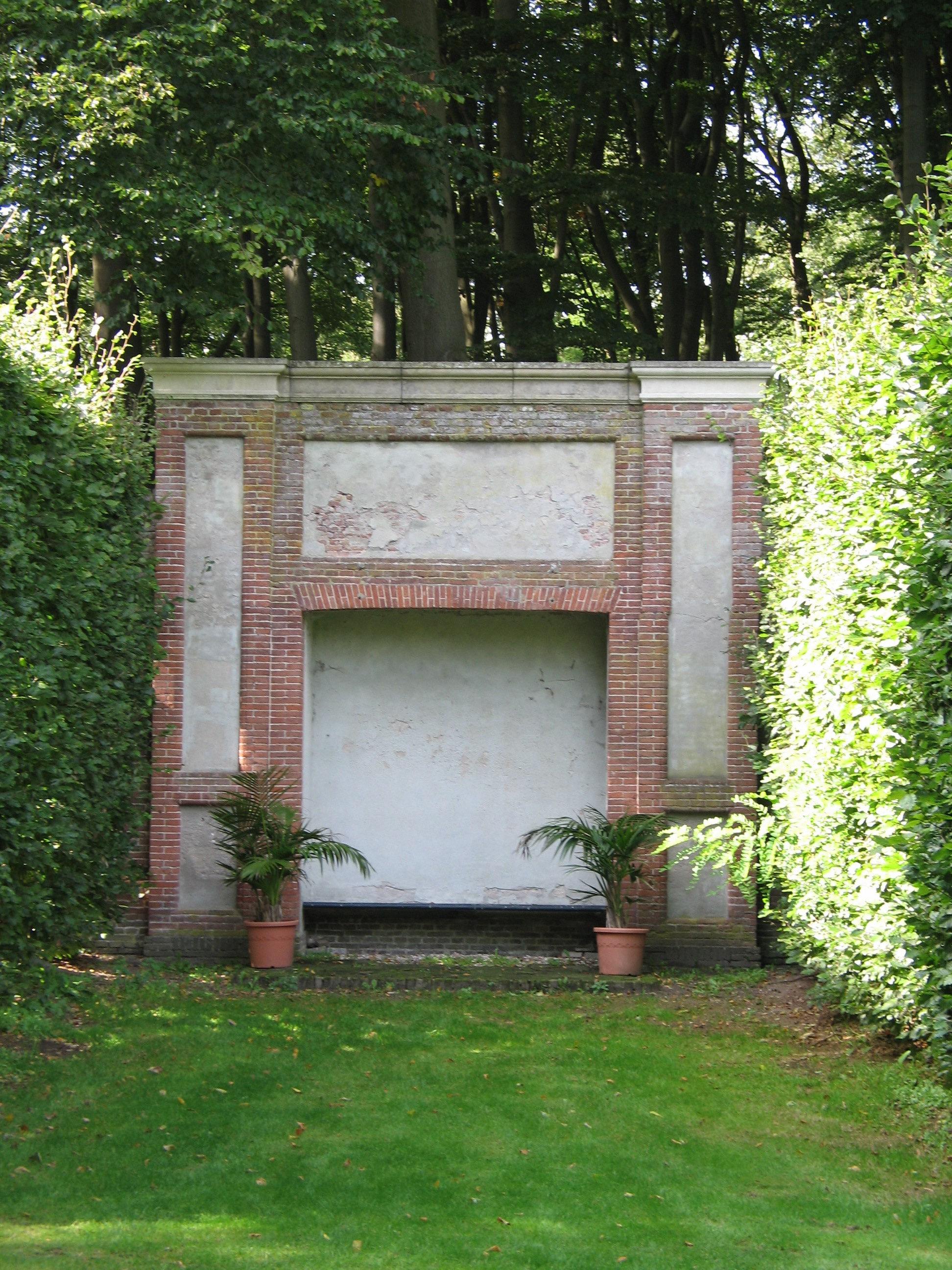
Zitnis